# Йоносферен нагревател
Йоносферен нагревател е специална научна инсталация за въздействие върху земната йоносфера. Цели да се изучат горните слоеве на атмосферата и как промяната им влияе върху долните слоеве, които определят земния климат. Предмет на изследванията са атмосферната акустика, поведението на плазмата на големи височини, промяната на йоносферните течения при излъчване на нискочестотни сигнали, процесите в земната магнитосфера и влиянието на Слънцето върху планетата.
Едни от най-големите йоносферни нагреватели в света са:
- Сура в Русия (190 МВт);
- Йоносферен нагревател край Душанбе, Таджикистан, собственост на Русия (1 ГВт);
- Йоносферен нагревател край Мончегорск, Русия (10 МВт);
- Йоносферен нагревател край Горки, Русия (20 МВт);
- EISCAT край Тромсьо, Норвегия, общ европейски проект (1 ГВт);
- HAARP в Аляска, САЩ, строи се (предвидена мощност 3,9 ГВт);
- HIPAS край Феърбанкс, Аляска, САЩ (70 МВт);
- Обсерватория Аресибо в Пуерто Рико, нагревателят е извън експлоатация.